# حمزة كانلو
حمزة كانلو (بالإنجليزية: Hamzah Khanlu)‏ هي مستوطنة تقع في قسم اجارود المركزي الريفي في إيران. يقدر عدد سكانها بـ 161 نسمة .